# International Watch Company

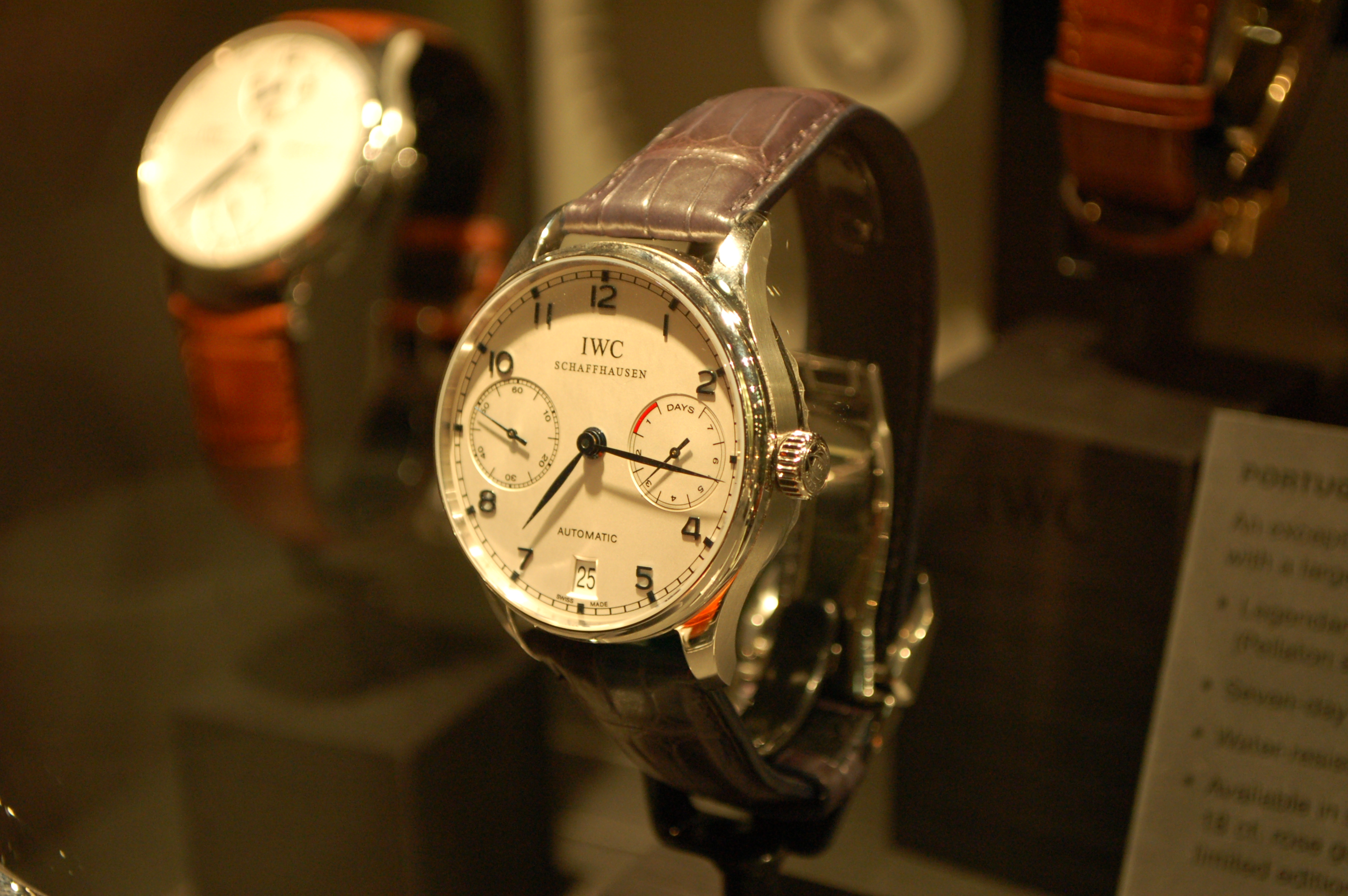
Un IWC Portoghese con riserva di carica di 8 giorni.

International Watch Company (nota anche con la sigla IWC) è un'azienda svizzera produttrice di orologi di lusso, facente parte del Gruppo Richemont.

## Storia

### Dalla fondazione a fine Ottocento
L'azienda fu fondata nel 1868 dall'ingegnere e orologiaio americano Florentine Ariosto Jones, che in precedenza aveva lavorato per la E. Howard & Co.. La provenienza extraeuropea del fondatore spiega perché la casa adotta un acronimo inglese, un nome così diverso dalle concorrenti nate nello stesso periodo. La primaria finalità di questa azienda era quella di produrre calibri (su base Elgin, come nel caso dell'IWC 52.) ed orologi da tasca per il mercato americano. In questi anni l'orologiaio austriaco Joseph Pallweber realizza alcuni segnatempo da tasca con visualizzazione di ore e minuti saltanti. Nel 1875 l'azienda viene trasferita in una nuova sede, ancora oggi casa madre della manifattura, che al tempo contava 196 dipendenti.
Il fondatore diresse la propria fabbrica fino a quando fu acquistata da Johann Rauschenbach-Vogel nel 1880. Morto questi l'anno successivo, l'azienda venne rilevata dal figlio dell'acquirente, Johannes Rauschenbach-Schenk.
Nel 1905, dopo la morte di Johannes Rauschenbach-Schenk, su delega degli eredi, Ernst Jakob Homberger assume la direzione della manifattura.

### Il periodo tra le due guerre mondiali e la fama degli orologi militari (1930-1950)
Nel 1929, Ernst Jakob Homberger rileva tutte le quote societarie e diventa così l'unico proprietario dell'industria di famiglia.

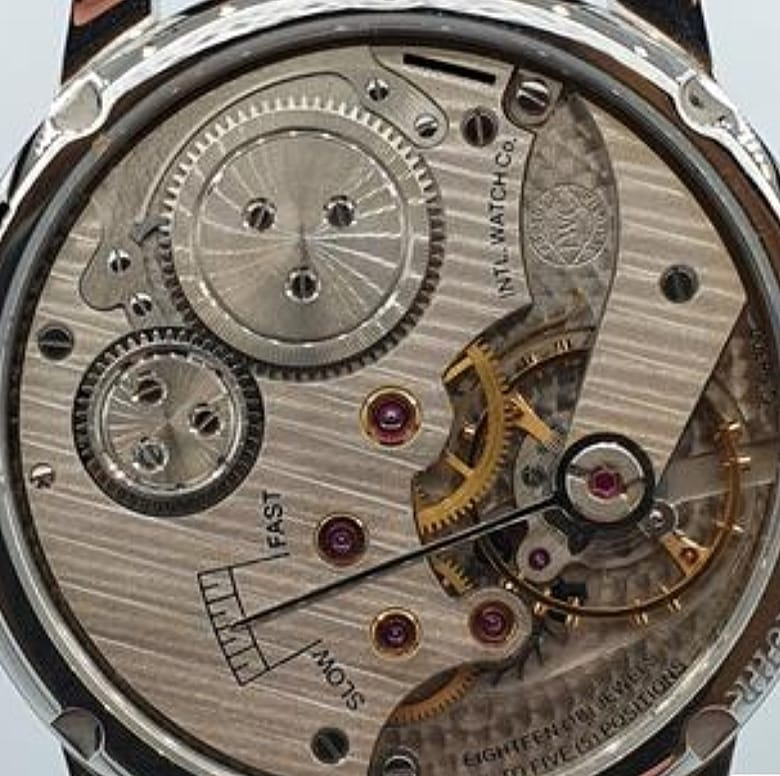
Movimento IWC 98300 originariamente progettato per gli orologi da tasca, ma incassato anche in alcuni modelli da polso

Nel 1931 escono i primi orologi con cassa di forma tonneau. Nel 1936 nasce la serie Special Pilot's Watch, il primo orologio da polso di IWC specificamente pensato per l'aviazione e mosso dal calibro IWC 83, seguita nel 1939 da quella denominata Portoghese (la prima referenza fu la 325). Il nome Portoghese deriva dal fatto che questo orologio venne commissionato da due commercianti portoghesi, per i quali vennero realizzati orologi che incassavano dei movimenti IWC da tasca.
Nel 1940 il primo Big Pilot's Watch di IWC viene fornito alla Luftwaffe. Secondo istruzioni di quest'ultima, il segnatempo (la cui referenza è IW431) aveva dimensioni assai generose (55 millimetri di diametro), quadrante nero e lancette e indici a contrasto.
Ben presto l'azienda si afferma anche nella produzione di movimenti per orologi da polso per utilizzo civile, come dimostra il successo ottenuto con il calibro IWC 89, risalente al 1946, concepito da Albert Pellaton e prodotto per una trentina d'anni.

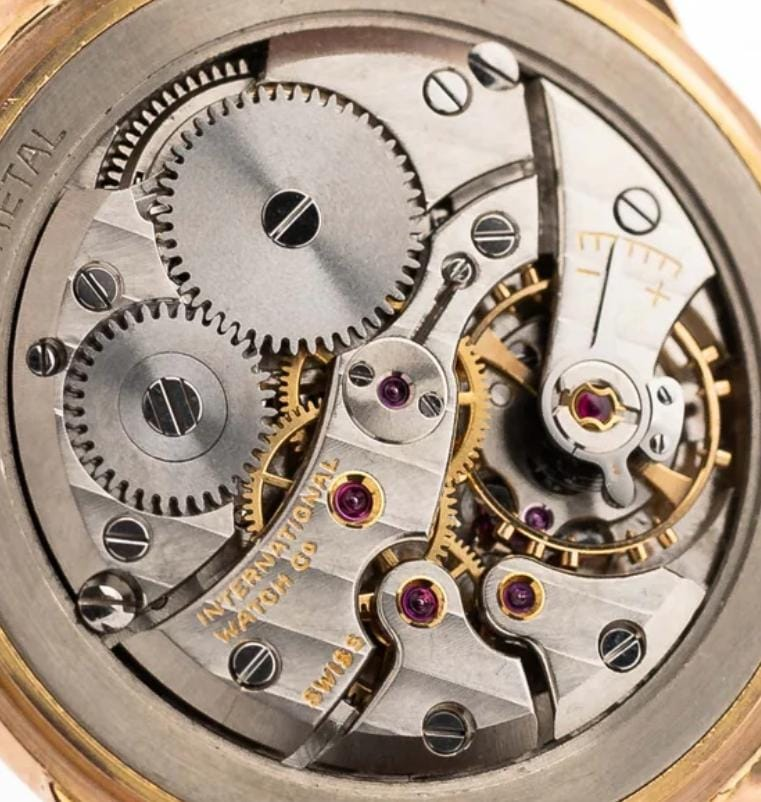
IWC cal. 89 risalente agli anni Cinquanta

Nel 1948 è nato il Mark XI, equipaggiato proprio dal robusto movimento IWC 89, divenuto ben presto il segnatempo adottato da numerosi eserciti, tra cui la RAF e la NATO. Inoltre IWC fu una delle dodici aziende (ribattezzate "dirty dozen") impegnate nella fornitura di segnatempo militari per l'esercito britannico, affermandosi come una casa molto apprezzata dalle varie forze armate a livello internazionale.

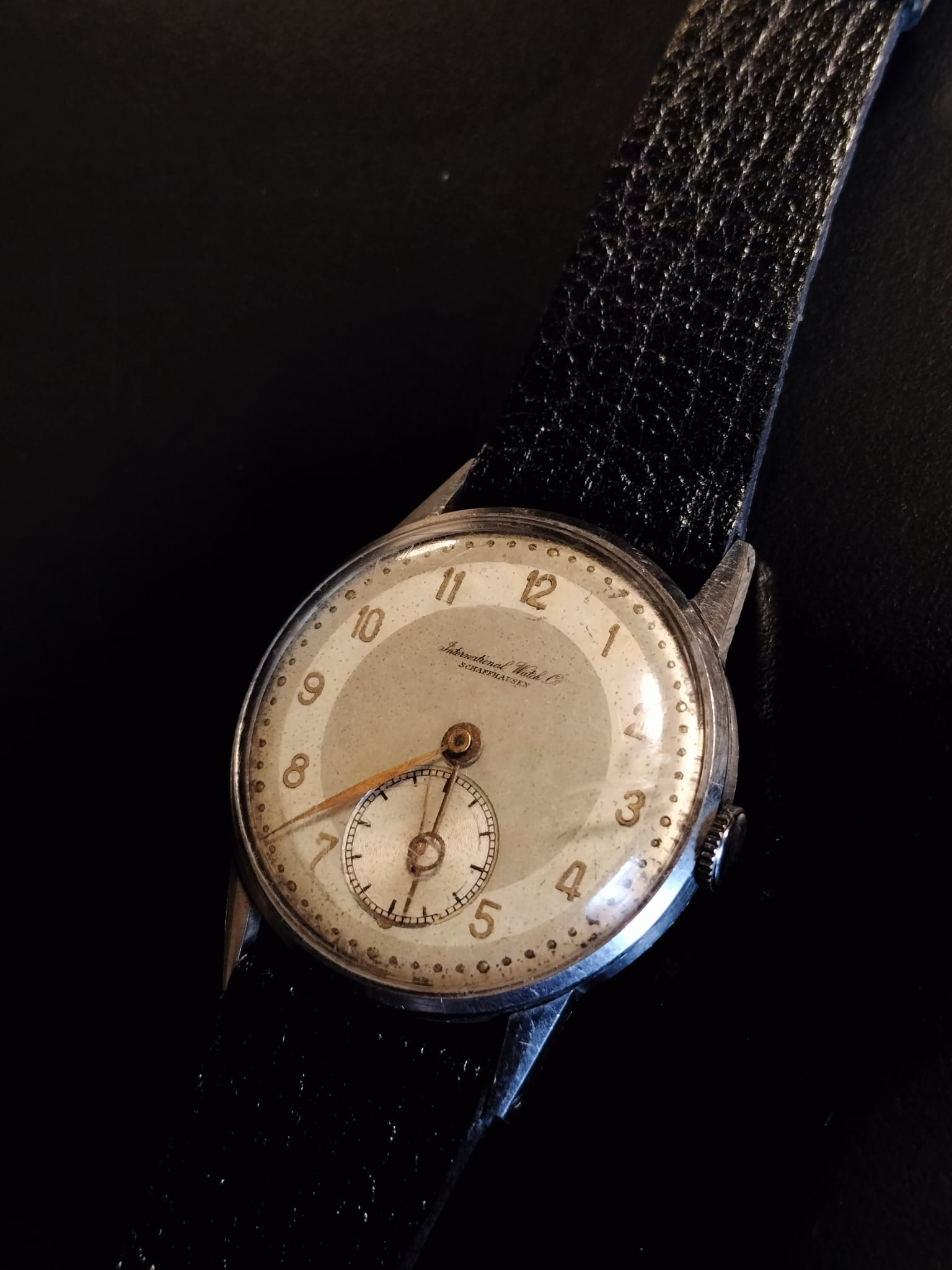
IWC a carica manuale anni '40

### L'espansione commerciale e il quarzo (1960)
Nel 1950 l'orologiaio Albert Pellaton inventò un innovativo sistema di ricarica (appunto chiamata sistema Pellaton) in cui la massa oscillante libera priva dei bumper (e quindi simile a quella Rolex) non presentava i classici invertitori, ma una coppia cricchetti che alternativamente si “aggrappano” alla ruota automatica a denti seghettati al fine di far ruotare la massa oscillante in un unico senso. Il rotore era quindi unidirezionale. Questo sistema era più robusto della ricarica automatica con invertitori.
Nel 1955 nasce l'Ingenieur (ref. 666), un segnatempo dotato di buon grado di antimagnetismo specificatamente pensato per professionisti che lavorano in presenza di campi magnetici.
Nel 1962 IWC aderisce al consorzio CEH ("Centre Electronique Horlogére") per la realizzazione del primo movimento al quarzo prodotto in Svizzera. A seguito di questa esperienza, nel 1969, il primo calibro a batteria elvetico, il Beta21, viene incassato in un IWC Da Vinci, il primo esemplare di una collezione che ha cambiato più volte aspetto nel corso dei decenni. La cassa del primo Da Vinci aveva una forma esagonale allargata, con l'intento di far spazio all'ingombrante meccanismo, privo di circuiti integrati.
Risale al 1967, invece, lo Yacht Club (ref. 8541), un segnatempo originariamente con movimento automatico, maggiormente versatile e adatto alla vita di tutti i giorni (con cassa e corona antipolvere) rispetto al Portoghese, più elegante e delicato e con carica manuale. E' dello stesso anno l'Aquatimer (ref. 812), il primo orologio subacqueo di casa IWC, un diver super compressor con doppia corona: una per regolare l'orario e un'altra per comandare la ghiera che si trova sul rehaut, quindi interna al di sotto del vetro, a livello del quadrante. Le prime versioni erano mosse dal calibro automatico di casa IWC 8541, dotato di sistema di carica Pellaton. Sempre nel 1967 viene presentata la nuova generazione dell'Ingenieur (ref. 866).

### La rivoluzione del quarzo e la rinascita (1970-1980)

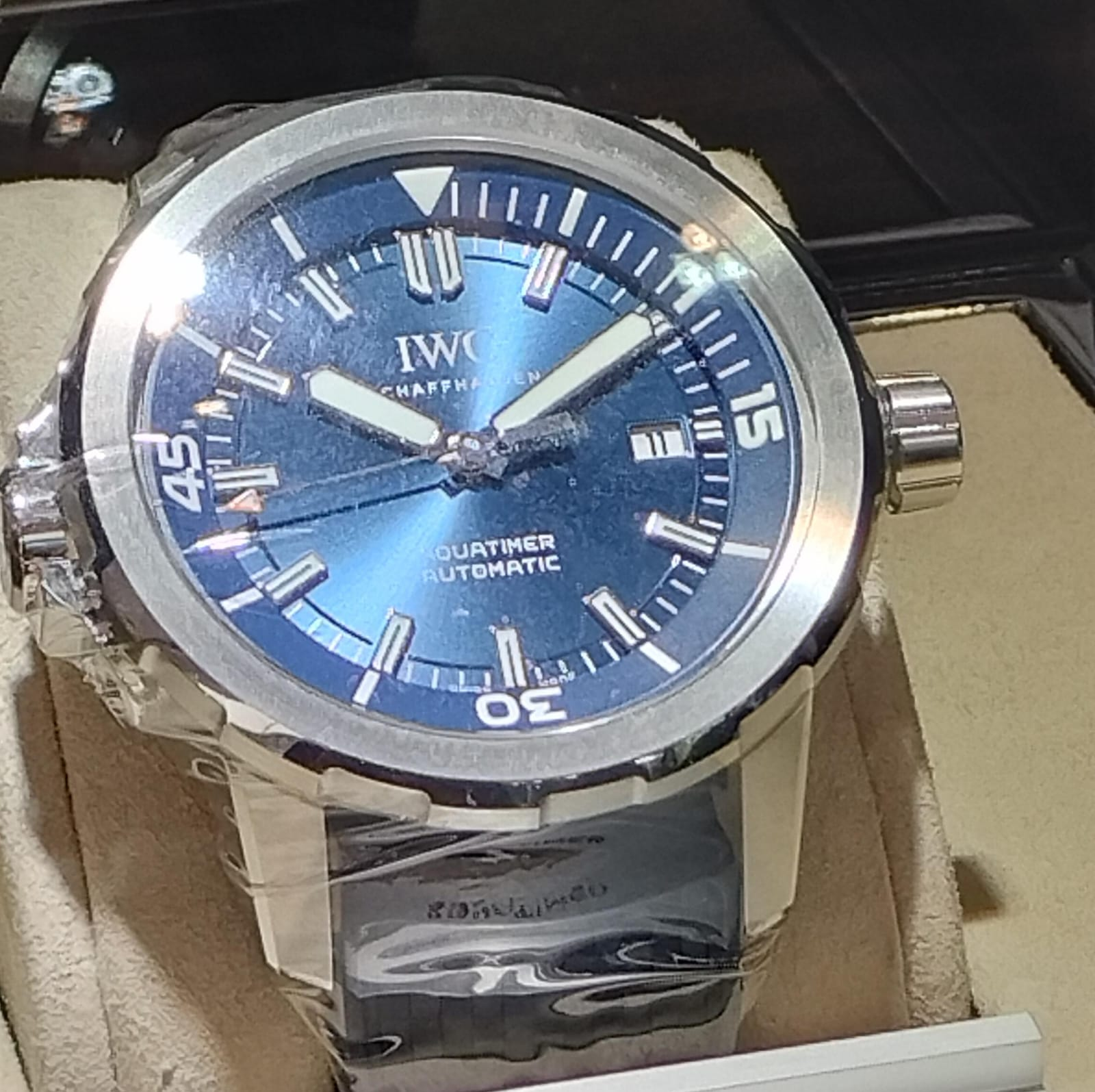
IWC Aquatimer ref. IW328801

Nel 1976 Gérald Genta disegna il nuovo IWC Ingenieur, stravolgendolo nel design. Da quel momento in poi l'Ingenieur manterrà per sempre le linee dettate da Genta. Il modello viene denominato Ingenieur SL ("Steel Luxury"), e segue la scia degli orologi di lusso in acciaio (una novità mai vista prima) quali il Royal Oak di Audemars Piguet e il Patek Philippe Nautilus, entrambi disegnati da Genta. L'Ingenieur gentiano cerca così, con questa sua creazione, di coniugare esteticamente le forme morbide del Nautilus e la peculiare lunetta con le viti a vista del Royal Oak. Un altro orologio disegnato da Genta per IWC è lo Yacht Club II (il numero romano serviva a differenziarlo dalla prima diversissima versione di fine anni Sessanta). Lo stile richiama in questo caso ancora più da vicino quello dell'Audemars Piguet di Genta, differenziandosi solamente per la lunetta circolare e liscia su cassa ottagonale. Attualmente Yacht Club non è più utilizzato dalla Maison per identificare una collezione a sé stante, ma per individuare un modello particolare (più sportivo) del classico IWC Portoghese cronografo. Questa variante, difatti, si distingue per essere proposta con bracciale o cinturino in gomma e per avere una resistenza all'acqua di 10 atmosfere.
Nel 1978 IWC e Jaeger-LeCoultre vengono acquistate da VDO Adolf Schindling AG, un'azienda automobilistica tedesca. A seguito di questa acquisizione, IWC inizia a legare il suo nome anche al mondo delle corse automobilistiche. Nel 1980, su progetto di Ferdinand Alexander Porsche, designer che aveva già avuto modo nel 1978 di collaborare con la manifattura per realizzare il primo orologio da polso con bussola incorporata (il cosiddetto "Compass Watch", disegnato insieme all'orologiaio IWC Kurt Klaus), viene lanciato il primo cronografo al mondo con cassa in titanio. IWC ha inoltre stretto una partnership duratura con Porsche Design, realizzando orologi in titanio e con diverse complicazioni. Con l'ingresso in VDO, IWC beneficia inoltre di alcuni movimenti Jaeger, come nel caso degli ibridi quarzo/meccanici. Negli anni Ottanta in azienda entra Günter Blümlein, il quale contribuì sensibilmente a rilanciare le quotazioni di IWC prima e di Jaeger-LeCoultre poi, prima di contribuire in maniera determinante alla rifondazione nel 1994 di A. Lange & Söhne.

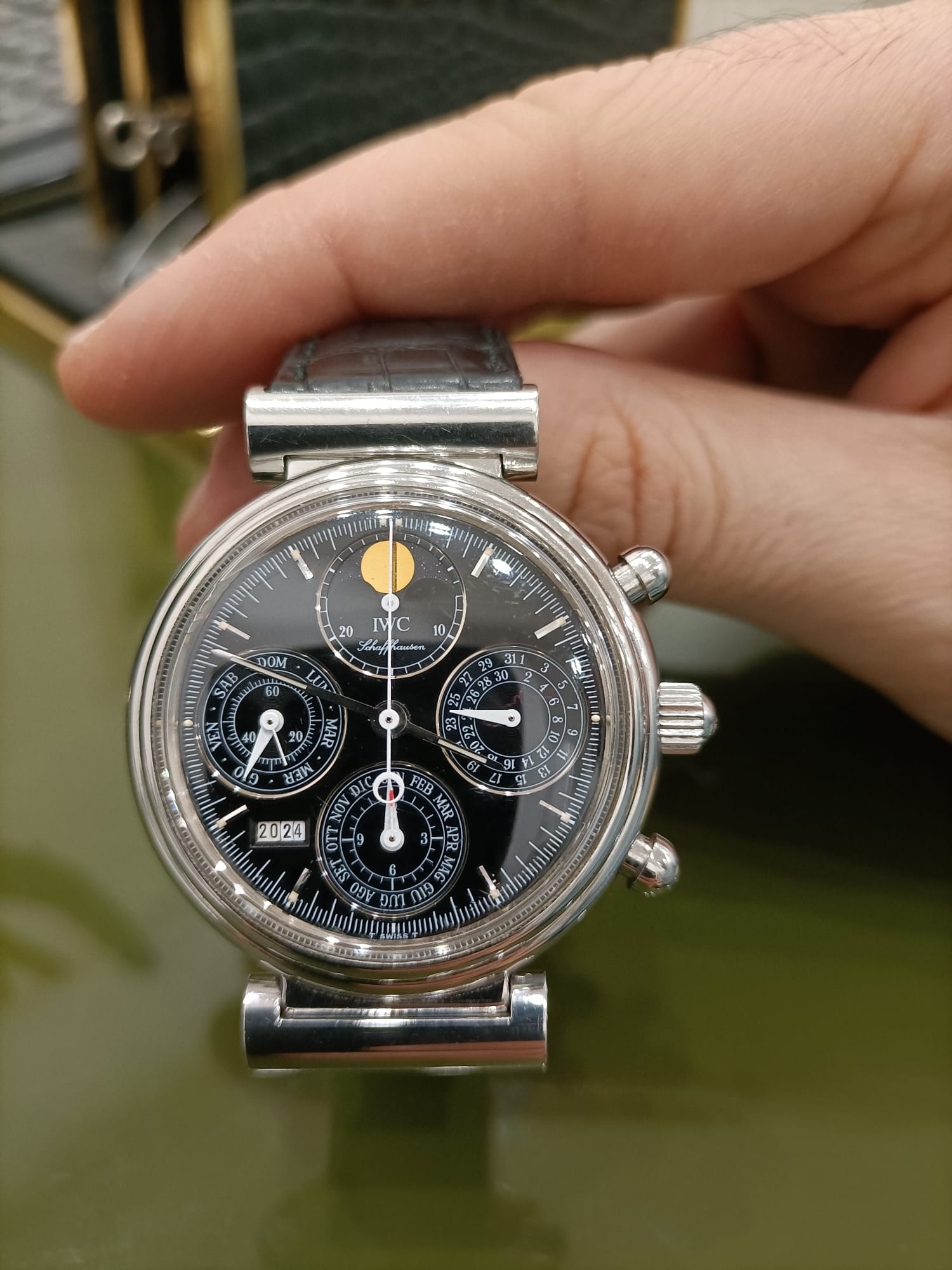
IWC Da Vinci cronografo calendario perpetuo, ref. 3750

Nel 1985 viene rinnovata la linea Da Vinci, passando all'adozione di una cassa rotonda più tradizionale, e introducendo il modello complicato, con cronografo e calendario perpetuo (ref. 3750), dall'idea dell'orologiaio Kurt Klaus (il movimento, chiamato IWC 79261, è basato sul Valjoux 7750 con l'aggiunta di un modulo di calendario perpetuo di produzione propria. Questo stesso movimento è stato adottato anche su alcuni orologi della linea GST e Pilot). Questo nuovo Da Vinci ottiene un notevole successo sia grazie al suo design più sobrio e apprezzato, sia per l'indicazione dell'anno con quattro cifre, sia per la robustezza e affidabilità del suo movimento, dal momento che la base Valjoux era già in voga da circa una dozzina d'anni. Questo modulo di complicazione consente di gestire tutte le funzioni del calendario perpetuo dalla corona di carica, senza l'ausilio di appositi correttori. Tuttavia le modifiche alla data e alle fasi lunari possono essere effettuate solo in avanti e non all'indietro. L'estetica di questo nuovo segnatempo, proposto anche con cassa in ceramica, diventa talmente significativa per l'azienda che ne influenza il design della collezione tuttora. L'idea di Klaus di basarsi su un movimento già noto e affidabile, come il Valjoux 7750 (che a partire dal 1995 venne ribattezzato IWC 7922 e dal 2003 IWC 79320) per creare moduli con complicazioni aggiuntive si rivela vincente. Grazie a questa idea, il Da Vinci ref. 3750 diventa il primo orologio complicato a grande diffusione a livello internazionale: prima di questo, difatti, i segnatempo con complicazioni di un certo prestigio (come nel caso del calendario perpetuo) venivano prodotti in piccole serie o su commissione da parte di facoltosi collezionisti. La piastra con la complicazione di calendario perpetuo introdotta su un IWC venne pochi anni dopo adottata anche da Jaeger-LeCoultre.
La collezione Da Vinci mantiene per lungo tempo il compito, all'interno dell'azienda, di proporre innovazioni (anche da lì il nome di uno dei più grandi inventori della storia dell'umanità). Così com'era successo nel 1969, infatti, con il primo orologio al quarzo, oltre al calendario perpetuo l'IWC Da Vinci viene dotato di movimenti ibridi quarzo/meccanici realizzati da Jaeger-LeCoultre, incassati (sempre sul finire degli anni Ottanta) anche dal Fligierchronograph (ref. 3741), un cronografo per aviatori da 36 millimetri di diametro con caratteristiche antimagnetiche, che garantiva la precisione di un movimento al quarzo. Infatti questi calibri si contraddistinguevano per avere una base tempo al quarzo, mentre il modulo di complicazioni era meccanico. Tuttavia questa innovazione non ebbe particolare successo e, sebbene cercasse di coniugare la precisione del quarzo con la raffinatezza delle complicazioni meccaniche, non veniva vista di buon occhio dagli appassionati legata maggiormente al mondo dell'orologeria tradizionale.
Nel 1986 il Da Vinci Chrono Perpetual Calendar viene proposto anche con cassa in ceramica.
Il rilancio dell'orologeria meccanica viene cavalcato da Klaus il quale decide negli stessi anni di montare un movimento da tasca (l'IWC 9521 da lui progettato) su un orologio da polso: nasce così l'IWC Portofino con fasi lunari ref. 5251, primo modello in assoluto della collezione Portofino, esistente tuttoggi. L'utilizzo di un calibro da tasca fa sì che questo segnatempo abbia un diametro di 46 millimetri.

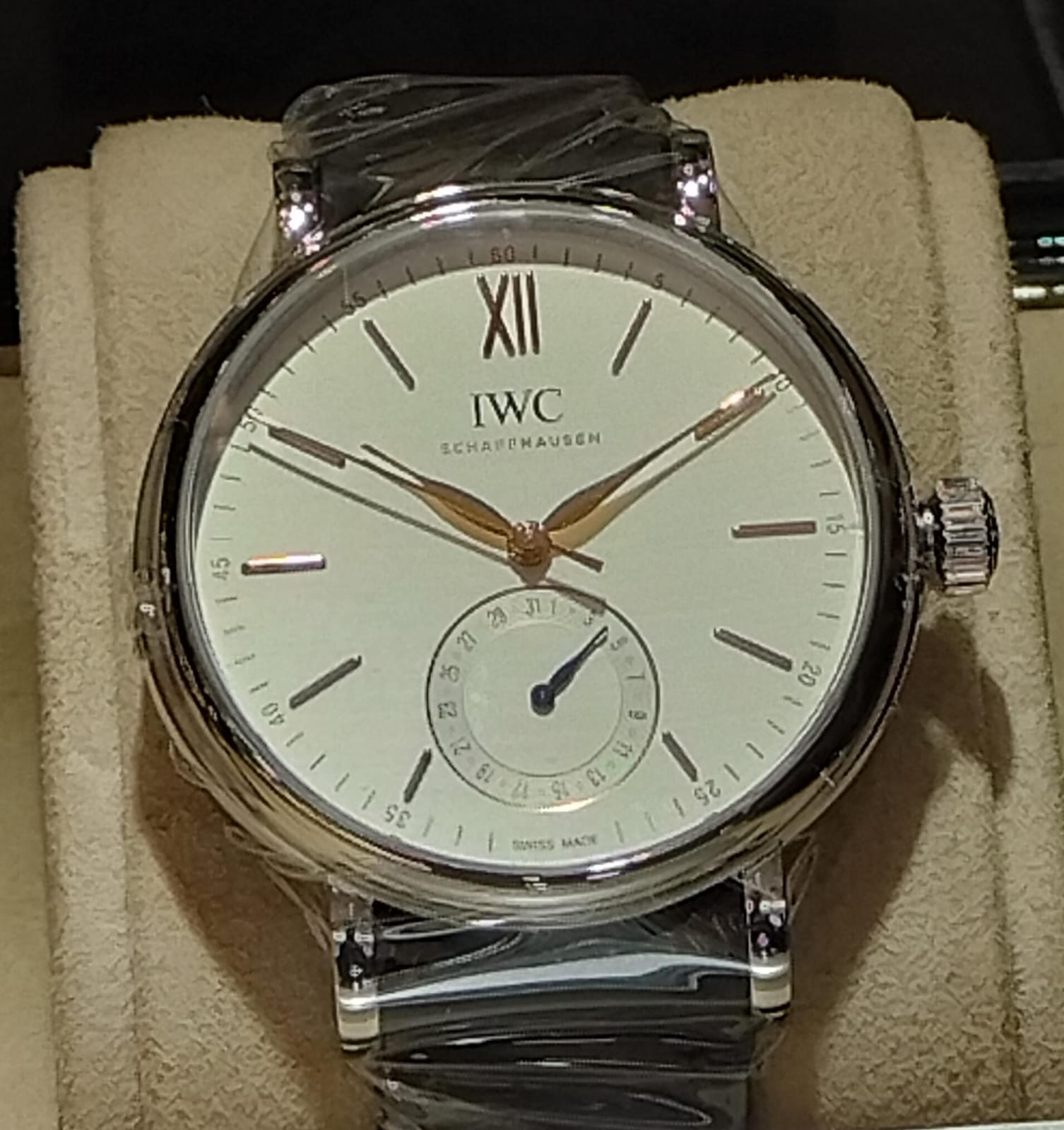
IWC Portofino con datario ref. IW359201

Nel 1991 è stato presentato il cronografo Amalfi, molto classico e dalle linee pulite, e l'Ingenieur-Chrono-Alarm.

### Anni 90-2000 e attualità
Nel 1990 IWC presenta la ref. 3770 "Grand Complication": si tratta di un orologio con cronografo rattrapante, calendario perpetuo e ripetizione minuti, la quale aggiunge alla parte modulare di calendario perpetuo realizzata da Klaus, anche un modulo di ripetizione minuti progettato appositamente da Renaud et Papi.
Per i 125 anni dalla fondazione dell'azienda (nel 1993) viene presentato il più grande capolavoro della Maison: si tratta dell'IWC Destriero Scafusia (ref. 1868), un grande complicazione dotato di cronografo rattrapante (con camma Habring), calendario perpetuo, ripetizione minuti e tourbillon. È la presenza di quest'ultimo a renderlo più complicato della ref. 3770 di qualche anno precedente. Contestualmente il celebre modello Portoghese viene proposto nella ref. 9828, che incassa un movimento da tasca IWC, il 98: lo stesso che montava il primo Portoghese commissionato negli anni Trenta.
Nel 1994 viene proposto il primo Pilot di casa IWC con cassa in ceramica di ossido di zirconio, particolarmente resistente e adatta all'utilizzo tecnico di questo segnatempo. Al suo fianco però continuava ad essere presentata la versione classica in acciaio (ref. 3706) con movimento automatico IWC 7922 (alias Valjoux 7750), inserito a sua volta in una gabbia di Faraday in ferro dolce per conferirne antimagnetismo.
Nel 1995 la collezione Portoghese si amplia con la produzione di un modello cronografico rattrapante (ref. 3712), con calibro Valjoux 7750 (chiamato internamente IWC 7922) e modulo rattrapante di realizzazione dell'orologiaio austriaco Richard Habring, il quale iniziò la propria esperienza lavorativa nell'azienda di Sciaffusa prima di decidere di creare un marchio orologiero a nome suo e di sua moglie Maria. Questo movimento con il modulo di crono sdoppiante venne adottato anche da altre collezioni, come la Pilot (il cui modello prese il nome di Doppelchronograph, ref. 3711). Il Valjoux 7750 con camma di Habring prese presto il nome di calibro IWC 76540.
Nel 2000 la manifattura è acquistata dal gruppo Richemont e lo stesso anno il Portoghese solotempo adotta un movimento automatico, con indicatore della riserva di carica. Il nuovo movimento automatico, l'IWC 5000, divenne ben presto la base anche per la realizzazione di segnatempo più complicati, come il Portoghese calendario perpetuo con modulo della complicazione del calendario ideata da Kurt Klaus.
Risale al 2002 il primo Big Pilot's Watch, primo orologio a montare il movimento IWC 5011, derivato dall'IWC 5000 e con indicatore di riserva di carica, di ben sette giorni.
Nel 2004 il Da Vinci viene rinnovato e ingrandito di dimensioni (ref. 3758), mantenendo comunque le iconiche anse incernierate e la cassa rotonda, che viene modificata nel 2007, anno in cui viene adottata una linea tonneau, sullo stile, più contemporaneo, del primo Da Vinci al quarzo presentato a fine anni Sessanta, e incassando un nuovo movimento cronografico di manifattura, l'IWC 89360. Sempre nel 2007 appare il primo IWC Pilot Top Gun. 

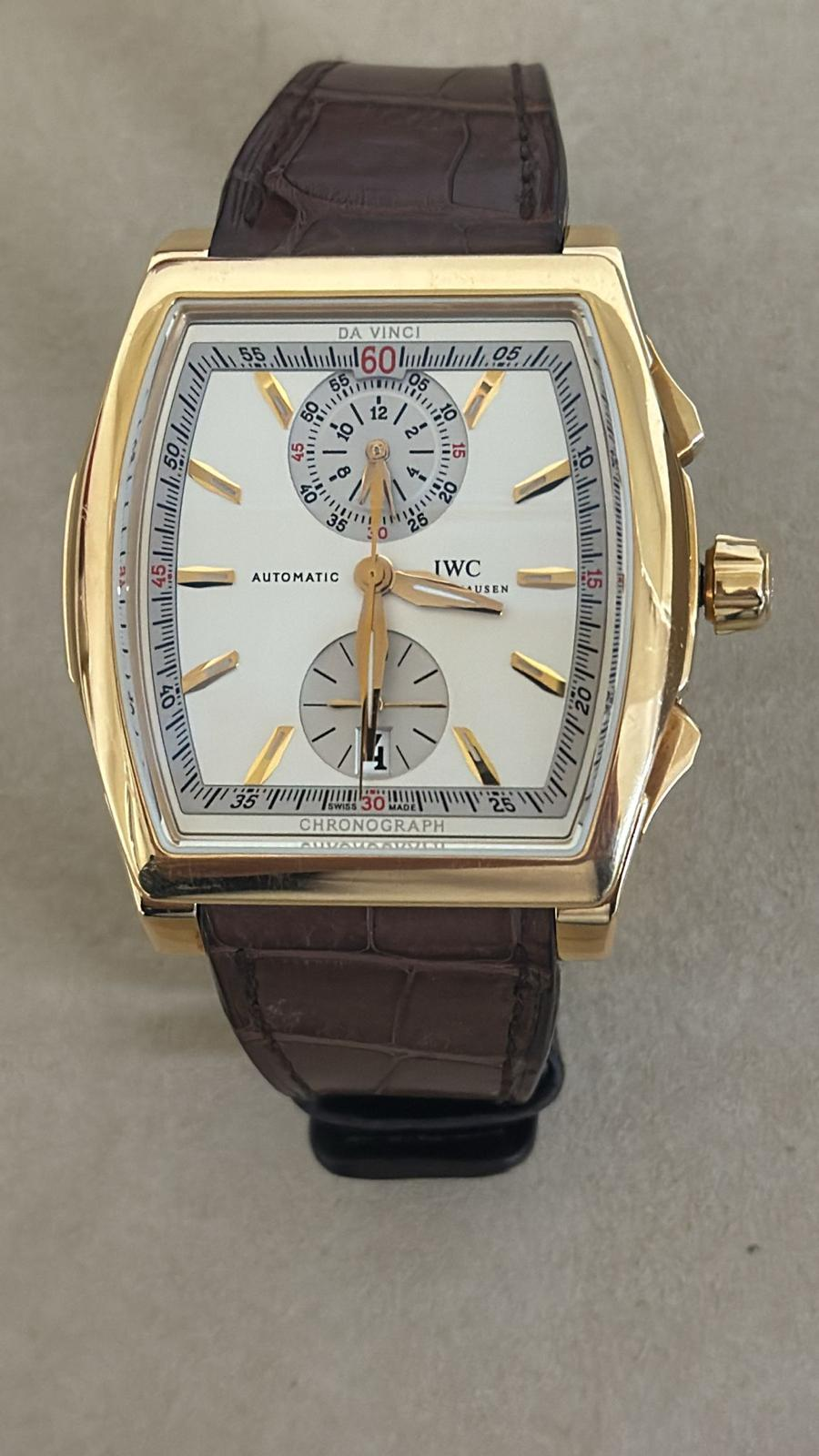
IWC Da Vinci Chrono, ref. IW376411, risalente al 2007. È stato il primo IWC a incassare un movimento cronografico di manifattura: il calibro IWC 89360.

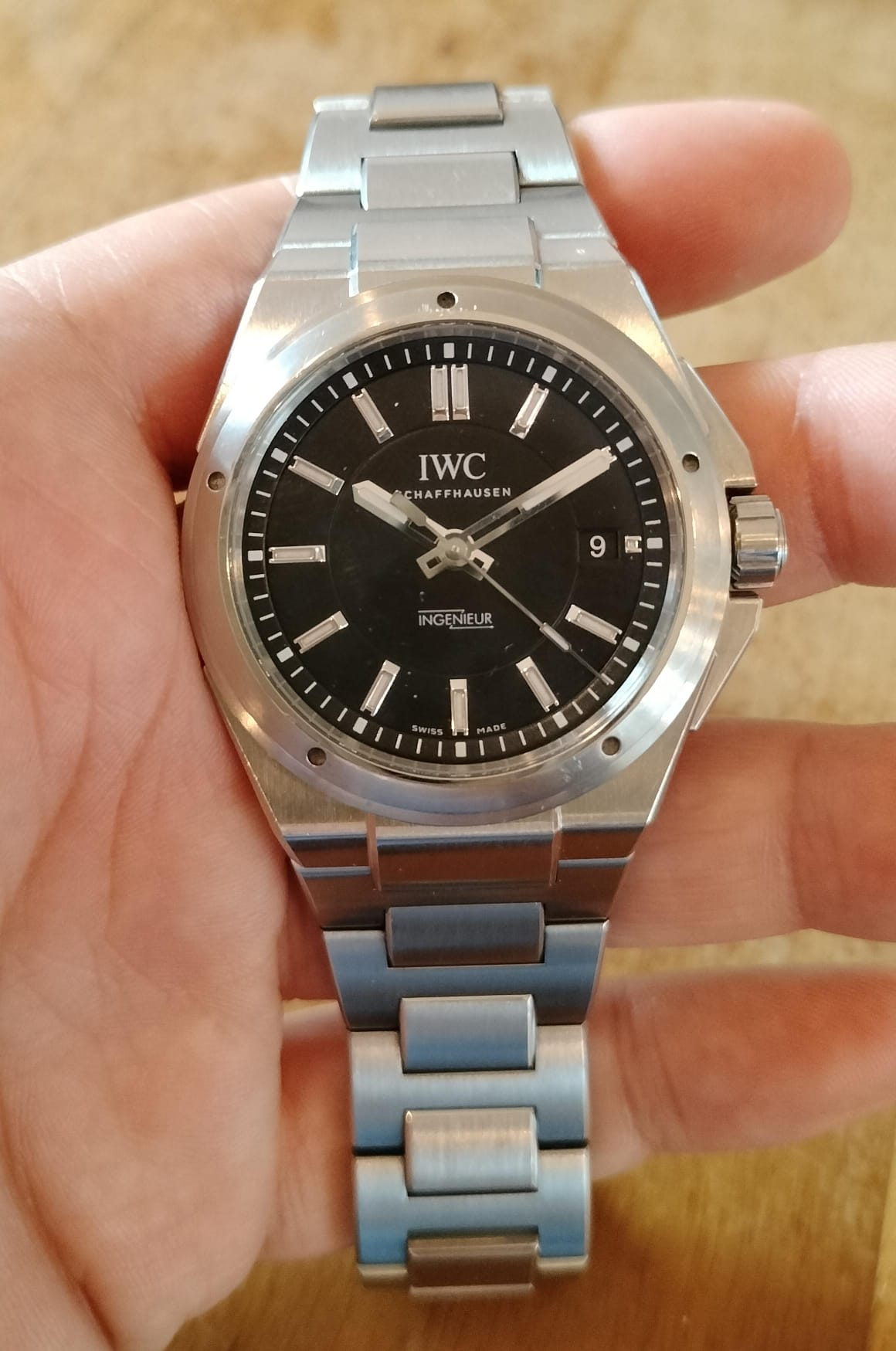
IWC Ingenieur ref. IW323902 risalente al 2013

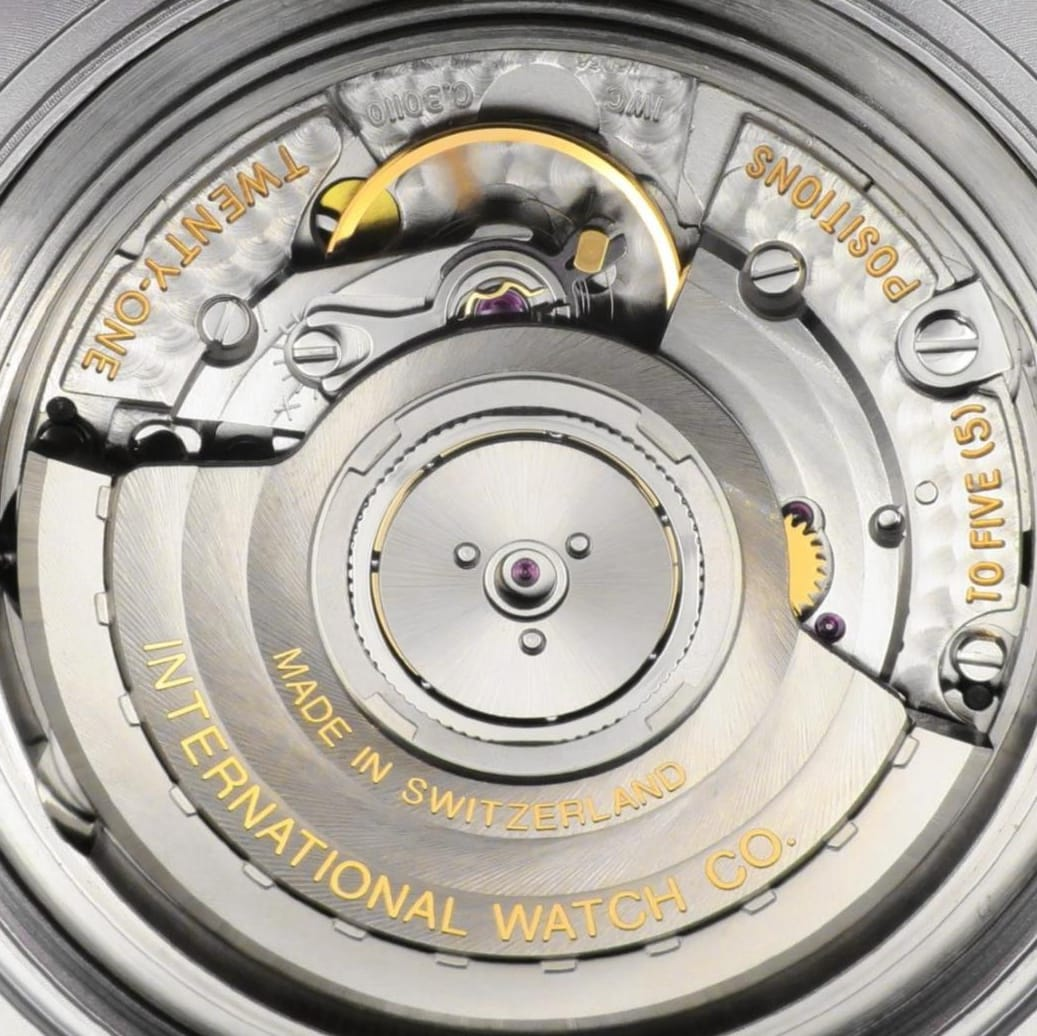
Calibro automatico IWC 30110 (base ETA 2892-2)

Nel 2013 IWC torna a legarsi al mondo delle corse automobilistiche diventando importante sponsor del team Mercedes AMG F1. A seguito di questa partnership sono nati diversi segnatempo personalizzati, come alcuni Pilot's Watch ed un complicato Portoghese Tourbillon Rétrograde Chrono Lewis Hamilton: un cronografo flyback con tourbillon volante e datario retrogrado, realizzato in soli 44 esemplari numerati. Lo stesso anno nasce la nuova generazione dell'Ingenieur.
Nel 2017 viene nuovamente stravolto il Da Vinci, che dopo dieci anni viene dotato di cassa rotonda.
La collezione Portoghese è oggi diventata la più prolifica per quanto riguarda la complessità delle complicazioni presentate: è il caso ad esempio del Portoghese Siderale Scafusia, un segnatempo di dimensioni generose (46 millimetri di cassa) che integra un tourbillon a forza costante, l'indicazione del tempo siderale e, sul fondello, un altro quadrante raffigurante la mappa celeste della località prescelta dal proprietario.
Risale al 2018 la realizzazione di alcuni modelli in edizione limitata dedicati come tributo a Joseph Pallweber, orologiaio austriaco che per IWC aveva realizzato dei segnatempo da tasca con visualizzazione di ore e minuti saltanti.
Nel 2023 viene proposta l'attuale generazione dell'Ingenieur.
Nel 2024 IWC presenta un'altra innovazione: quella del calendario perpetuo eterno, il quale è in grado di conteggiare le eccezioni del calendario gregoriano per gli anni bisestili, saltando tre anni bisestili in 400 anni (saltando quindi il 2100, il 2200 e il 2300). Tutto questo è stato reso possibile dal nuovo calibro IWC 52640, incassato in un modello della linea Portoghese.

## Produzione
L'attuale produzione è divisa in sei famiglie: Aquatimer, Ingenieur, Portoghese, Da Vinci, Portofino e Pilot's.